# Campeonato da Europa de Atletismo de 2022 - 20 km marcha atlética feminina
A prova da marcha atlética 20 km feminina do Campeonato da Europa de Atletismo de 2022 foi disputada no dia  20 de agosto de 2022 pelas ruas  de Munique, com chegada no Estádio Olímpico de Munique.

## Recordes
Antes desta competição, os recordes mundiais e do campeonato nesta prova eram os seguintes:
|                       | Nome          | Nacionalidade | Tempo      | Local     | Data                    |
| --------------------- | ------------- | ------------- | ---------- | --------- | ----------------------- |
| Recorde mundial       | Yang Jiayu    | China         | 1h 23m 49s | Huangshan | 20 de março de 2021     |
| Recorde europeu       | Vera Sokolova | Rússia        | 1h 25m 08s | Sóchi     | 26 de fevereiro de 2011 |
| Recorde do campeonato | María Pérez   | Espanha       | 1h 26m 36s | Berlim    | 11 de agosto de 2018    |

## Medalhistas
| Ouro                     | Prata                    | Bronze             |
| Antigoni Drisbioti (GRE) | Katarzyna Zdziebło (POL) | Saskia Feige (GER) |

## Cronograma
Todos os horários são locais (UTC+2).
| Data         | Hora  | Evento |
| ------------ | ----- | ------ |
| 20 de agosto | 10:15 | Final  |

## Resultado final
A chegada ocorreu no dia 20 de agosto às 10:15 no Estádio Olímpico de Munique.
| Posição           | Atleta                 | Nacionalidade | Tempo   | Notas                |
| ----------------- | ---------------------- | ------------- | ------- | -------------------- |
| Medalha de ouro   | Antigoni Drisbioti     | Grécia        | 1:29:03 | Recorde pessoal      |
| Medalha de prata  | Katarzyna Zdziebło     | Polónia       | 1:29:20 |                      |
| Medalha de bronze | Saskia Feige           | Alemanha      | 1:29:25 | Recorde pessoal      |
| 4                 | Lyudmila Olyanovska    | Ucrânia       | 1:29:46 | Recorde da temporada |
| 5                 | Valentina Trapletti    | Itália        | 1:29:56 |                      |
| 6                 | Clémence Beretta       | França        | 1:30:37 | Recorde nacional     |
| 7                 | Eliška Martínková      | Chéquia       | 1:31:44 |                      |
| 8                 | Ana Cabecinha          | Portugal      | 1:31:56 |                      |
| 9                 | Olena Sobchuk          | Ucrânia       | 1:32:07 |                      |
| 10                | Camille Moutard        | França        | 1:33:16 |                      |
| 11                | Eloise Terrec          | França        | 1:34:04 |                      |
| 12                | Christina Papadopoulou | Grécia        | 1:35:19 | Recorde da temporada |
| 13                | Heather Lewis          | Reino Unido   | 1:35:36 |                      |
| 14                | Carolina Costa         | Portugal      | 1:35:36 | Recorde pessoal      |
| 15                | Enni Nurmi             | Finlândia     | 1:36:56 |                      |
| 16                | Barbara Oláh           | Hungria       | 1:38:31 |                      |
| 17                | Meryem Bekmez          | Turquia       | 1:39:30 |                      |
| 18                | Hana Burzalová         | Eslováquia    | 1:40:31 | Recorde da temporada |
| 19                | Kader Dost             | Turquia       | 1:42:26 |                      |
| 20                | Venla Laiho            | Finlândia     | 1:43:47 |                      |
| 21                | Ayşe Tekdal            | Turquia       | DNF     | DNF                  |
| 22                | María Pérez            | Espanha       | DSQ     | DSQ                  |
| 22                | Joana Pontes           | Portugal      | DSQ     | DSQ                  |
| 22                | Hanna Shevchuk         | Ucrânia       | DSQ     | DSQ                  |

Legenda
| Recorde mundial       | Recorde mundial (World record)               |                       | Recorde africano                      | Recorde africano (African) |                                           | Q | Classificado por posição (Qualified) |
| Recorde do campeonato | Recorde do campeonato (Championship record)  | Recorde da América    | Recorde da América (Americas)         | q                          | Classificado por melhor tempo (Qualified) |   |                                      |
| Melhor marca do ano   | Melhor marca do ano (World leading)          | Recorde asiático      | Recorde asiático (Asian)              | DNS                        | Não largou (Did not start)                |   |                                      |
| Recorde nacional      | Recorde nacional (National record)           | Recorde europeu       | Recorde europeu (European)            | DNF                        | Não terminou (Did not finish)             |   |                                      |
| Recorde pessoal       | Recorde pessoal do atleta (Personal best)    | Recorde da Oceania    | Recorde da Oceania (Oceania)          | DSQ / DQ                   | Desclassificado (Disqualified)            |   |                                      |
| Recorde da temporada  | Recorde da temporada do atleta (Season best) | Recorde sul-americano | Recorde sul-americano (South America) | NM                         | Sem marca (No mark)                       |   |                                      |